# Vectron (computerspel)
Vectron is een computerspel dat werd ontwikkeld en uitgegeven door Cas Cremers van Parallax. Het spel werd uitgebracht in 1989 voor de MSX 2. Vectron is een verkenningsspel waar de speler puzzels moet oplossen om verder te komen.
Het spel was ontwikkeld als concept en won de eerste prijs in een wedstrijd van het tijdschrift MCCM. De wedstrijd werd gesponsord door Eurosoft, maar deze ging failliet voordat Vectron werd uitgegeven.